# Babin, Zastavna
Babin (în ucraineană Бабин, transliterat: Babîn și în germană Babin) este un sat reședință de comună în raionul Zastavna din regiunea Cernăuți (Ucraina). Are 582 locuitori, preponderent ucraineni (ruteni).
Satul este situat la o altitudine de 273 metri, pe malul râului Nistru, în partea de nord-vest a raionului Zastavna. De această comună depind administrativ satele Rudca și Vimușiv.

## Istorie
Localitatea Babin a făcut parte încă de la înființare din regiunea istorică Bucovina a Principatului Moldovei. Prima atestare documentară a localității datează din 29 aprilie 1642. În anul 1752, un monah cu numele de Onofrei a construit aici un schit care a deținut 10 fălci de teren și o moară, arendate, din 1782, pe 3 ani lui Vasile Marcu, cu 17 florini . În anul 1776, viețuiau acolo 3 călugări. 
În ianuarie 1775, ca urmare a atitudinii de neutralitate pe care a avut-o în timpul conflictului militar dintre Turcia și Rusia (1768-1774), Imperiul Habsburgic (Austria de astăzi) a primit o parte din teritoriul Moldovei, teritoriu cunoscut sub denumirea de Bucovina. După anexarea Bucovinei de către Imperiul Habsburgic în anul 1775, localitatea Babin a făcut parte din Ducatul Bucovinei, guvernat de către austrieci, făcând parte din districtul Zastavna (în germană Zastawna).
Autoritățile habsburgice au desființat Schitul Babin în baza Ordonanței Imperiale din 19 iunie 1783 a împăratului Iosif al II-lea (1780-1790), trecând toate pământurile și fondurile administrate de Episcopia Rădăuților "sub povățuirea stăpânirii împărătești și a crăieștii măriri" . O școală cu 3 clase activa, în Babin, din 1862. La începutul secolului al XIX-lea, a fost înființată în sat o fabrică de zahăr .
După Unirea Bucovinei cu România la 28 noiembrie 1918, satul Babin a făcut parte din componența României, în Plasa Nistrului a județului Cernăuți. Pe atunci, majoritatea populației era formată din ucraineni, existând și comunități de români și de evrei. În perioada interbelică a funcționa linia de cale ferată Ștefănești – Babin spre Jasieniów Polny, exploatată conform convenției dintre C.F.R și C.F. Polone . 
Ca urmare a Pactului Ribbentrop-Molotov (1939), Bucovina de Nord a fost anexată de către URSS la 28 iunie 1940, reintrând în componența României în perioada 1941-1944. Apoi, Bucovina de Nord a fost reocupată de către URSS în anul 1944 și integrată în componența RSS Ucrainene. 
Începând din anul 1991, satul Babin face parte din raionul Zastavna al regiunii Cernăuți din cadrul Ucrainei independente. Conform recensământului din 1989, din cei 664 locuitori ai satului, 662 s-au declarat de etnie ucraineană și doi de etnie rusă. În prezent, satul are 582 locuitori, preponderent ucraineni.

## Demografie
Componența lingvistică a localității Babin
     Ucraineană (99,83%)
     Alte limbi (0,17%)
Conform recensământului din 2001, majoritatea populației localității Babin era vorbitoare de ucraineană (99,83%), existând în minoritate și vorbitori de alte limbi.
1989: 664 (recensământ)
2007: 582 (estimare)

### Recensământul din 1930
Componența etnică a comunei Babin (județul Cernăuți)
     Români (5,05%)
     Ruteni (90,46%)
     Evrei (3,99%)
     Altă etnie (0,5%)
Componența confesională a comunei Babin
     Ortodocși (93,14%)
     Mozaici (3,99%)
     Greco-catolici (2,18%)
     Altă religie (0,69%)
Conform recensământului efectuat în 1930, populația comunei Babin se ridica la 1.604 locuitori. Majoritatea locuitorilor erau ruteni (90,46%), cu o minoritate de români (5,05%) și una de evrei (3,99%). Alte persoane s-au declarat: germani (2 persoane), ruși (3 persoane), polonezi (2 persoane) și maghiari (1 persoană). Din punct de vedere confesional, majoritatea locuitorilor erau ortodocși (93,14%), dar existau și mozaici (3,99%) și greco-catolici (2,18%). Alte persoane au declarat: romano-catolici (9 persoane) și reformați\calvini (2 persoane).

## Turism
De mulți ani există o colonie unică de bâtlani cenușii pe versanții din apropierea satului Babin, care se află în lunca râului Nistru. Colonia constă din 99 cuiburi, care se află în 26 stejari, la o înălțime de 12-18 metri.
Alte obiective turistice sunt:
- Biserica „Sf. Mihail” - construită între anii 1906-1908[10]
- Monumentul eroilor[11]
- Cascada